# Hačka
Die Hačka (deutsch: Hatschka) ist ein rechter Zufluss der Chomutovka in Tschechien.

## Geographie
Die Hačka entspringt östlich des Dorfes Strážky am Südabfall des Erzgebirges zwischen den Bergen Klenovec (Klingerberg, 757 m) und Jedlina (Tännichhübel, 676 m) und fließt durch ein bewaldetes Tal zunächst nach Osten. Südlich des Dorfes Domina wird die Hačka von der Bahnstrecke Chomutov–Vejprty überbrückt. Südlich von Krásná Lípa ändert der Bach seine Richtung nach Süden und wird dort zweimal von der Fernverkehrsstraße I/7 überquert. Zwischen Černovice, Horní Ves und Chomutov fließt die Hačka ins Nordböhmische Becken und kreuzt sich mit dem Podkrušnohorský přivaděč, in den der Bach Teile seines Wassers einspeist. Nachfolgend wird die Hačka von der Fernverkehrsstraße I/13 und westlich des Bahnhof Chomutov von den Bahnstrecken Praha–Chomutov und Chomutov–Cheb überbrückt. In Spořice führt ein Wasserteiler rechtsseitig Wasser der Hačka in die Teiche Uklidňující nádrž und Panský rybník ab.
Am Unterlauf des Baches liegen die Dörfer Droužkovice, Všehrdy und Hořenec. Nach 14,6 Kilometern mündet die Hačka nördlich von Hořenec in die Chomutovka. An ihrer Mündung hat sie einen durchschnittlichen Wasserdurchfluss von 0,1 m³/s. Die Hačka hat keine größeren Zuflüsse.